# Wojnikowo
Wojnikowo (bułg. Войниково) – wieś w Bułgarii, w obwodzie Dobricz, w gminie Terweł. Miejscowość obecnie jest wyludniona.